# Greg Minor
Greg Magado Minor (ur. 18 września 1971 w Sandersville) – amerykański koszykarz, grający na pozycji niskiego skrzydłowego, po zakończeniu kariery zawodniczej – trener koszykarski.
W 1990 został zaliczony do II składu Parade All-American.

## Osiągnięcia
Na podstawie, o ile nie zaznaczono inaczej.
NCAA
- Uczestnik rozgrywek:
  - Sweet 16 turnieju NCAA (1993, 1994)
  - turnieju NCAA (1992–1994)
- Mistrz:
  - turnieju konferencji Metro (1993, 1994)
  - sezonu regularnego konferencji Metro (1993, 1994)

NBA
- Uczestnik konkursu wsadów NBA (1996)